# Leyla ile Mecnun
 (février 2023).
Si vous disposez d'ouvrages ou d'articles de référence ou si vous connaissez des sites web de qualité traitant du thème abordé ici, merci de compléter l'article en donnant les références utiles à sa vérifiabilité et en les liant à la section « Notes et références ».
 (février 2023).
La mise en forme du texte ne suit pas les recommandations de Wikipédia : il faut le « wikifier ».
Les points d'amélioration suivants sont les cas les plus fréquents. Le détail des points à revoir est peut-être précisé sur la page de discussion.
- Les titres sont pré-formatés par le logiciel. Ils ne sont ni en capitales, ni en gras.
- Le texte ne doit pas être écrit en capitales (les noms de famille non plus), ni en gras, ni en italique, ni en « petit »…
- Le gras n'est utilisé que pour surligner le titre de l'article dans l'introduction, une seule fois.
- L'italique est rarement utilisé : mots en langue étrangère, titres d'œuvres, noms de bateaux, etc.
- Les citations ne sont pas en italique mais en corps de texte normal. Elles sont entourées par des guillemets français : « et ».
- Les listes à puces sont à éviter, des paragraphes rédigés étant largement préférés. Les tableaux sont à réserver à la présentation de données structurées (résultats, etc.).
- Les appels de note de bas de page (petits chiffres en exposant, introduits par l'outil «  Source ») sont à placer entre la fin de phrase et le point final[comme ça].
- Les liens internes (vers d'autres articles de Wikipédia) sont à choisir avec parcimonie. Créez des liens vers des articles approfondissant le sujet. Les termes génériques sans rapport avec le sujet sont à éviter, ainsi que les répétitions de liens vers un même terme.
- Les liens externes sont à placer uniquement dans une section « Liens externes », à la fin de l'article. Ces liens sont à choisir avec parcimonie suivant les règles définies. Si un lien sert de source à l'article, son insertion dans le texte est à faire par les notes de bas de page.
- La présentation des références doit suivre les conventions bibliographiques. Il est recommandé d'utiliser les modèles {{Ouvrage}}, {{Chapitre}}, {{Article}}, {{Lien web}} et/ou {{Bibliographie}}. Le mode d'édition visuel peut mettre en forme automatiquement les références.
- Insérer une infobox (cadre d'informations à droite) n'est pas obligatoire pour parachever la mise en page.

Pour une aide détaillée, merci de consulter Aide:Wikification.
Si vous pensez que ces points ont été résolus, vous pouvez retirer ce bandeau et améliorer la mise en forme d'un autre article.
Leyla ile Mecnun ou Leyla et Mecnun est une série télévisée de comédie turque en 104 épisodes d'environ 70 minutes créée par Burak Aksak et diffusée entre le 9 février 2011 et le 17 juin 2013 sur TRT 1. La série se concentre sur une histoire legendaire des deux amants Majnoun et Leila en ajoutant les details absurdes et fictifs. Leyla ile Mecnun a reçu un large succès critique, et a remporté plusieurs awards.
Cette série est inédite dans les pays francophones.

## Synopsis
Deux bébés nés le même jour, sont posés dans le même lit car il n'y avait plus de lit disponible; C'est pourquoi ils ont dit: « ils ont trouvé l'un à l'autre depuis le début » et c'est pourquoi on leur donna le nom d'un amour sensationnelle: Leyla ile Mecnun. Quand Mecnun atteint ses 25 ans, sa famille, de classe moyenne et vivant dans un quartier historique d'Istanbul, lui dit qu'il va se marier avec Leyla,qu'il n'a pas vu depuis sa naissance. Mecnun est confus et désorienté, mais dès qu'il la vit, ce fut le coup de foudre: il est fou amoureux d'elle et ne peut pas arrêter de penser à elle. Leyla,elle, vient d'une famille bourgeoise. Elle a une vie différente de celle des autres dans le quartier et le père de Leyla refuse ce mariage. Certains événements fantastiques se déroulent dans les épisodes: par exemple, Dédé, qui est apparu sur les rêves Mecnun, a commencé à vivre avec Mecnun pour aider les amoureux. Iskender, père de Mecnun; Un chauffeur de taxi qui est fidèle à sa famille. Comme un personnage qui veut le bonheur de son fils, il demande donc Leyla à son fils toutes les chances de les mettre ensemble. Le plus proche ami de Mecnun; comme un personnage qui est bien intentionné, pur d'esprit et essaie toujours d'aider Mecnun. Lui et son père abandonné par sa mère. Quand il a été donné à quelqu'un d'autre par son père qui était en lit de mort, disant qu'il va revenir avec un navire marchand d'un jour. C'est la raison peut-être son père est en, il agite sa main au passage des navires sur le rivage depuis ce jour. Maison de Ismail et de la vie privée ne sont pas représentées dans les séries télévisées. Ismail est inoccupé, il cherche un emploi, trouve un emploi, mais à chaque fois qu'il échoue au travail et de chômage demeure dans chaque épisode. Erdal l'épicier, l'épicier du quartier. Erdal qui est un gourmand, ne connaissant pas d'angle, droites parler en même temps, irréfléchi, Gauche, mais aussi un caractère indispensable de l'arrondissement. Erdal l'épicier est aussi un symbole de la culture en danger de l'arrondissement. L'épicerie de l'épicier est Erdal lieu de rassemblement pour les personnages. Yavuz le voleur. (Yavuz signifie aussi rapide et forte en Turquie (une sorte de jeu de mots)). Yavuz le voleur se décrit comme «une artiste de performance". Il pense qu'il ya de sagesse dans son travail. La raison Yavuz garde sur le vol d'ouvrir les yeux de sa bien-aimée aveugle. Yavuz est un ami de Mecnun et Ismail. Talents de Yavuz sont utilisées pour le bénéfice de la population qui vit dans le quartier. Yavuz est un personnage qui n'a jamais un mauvais côté et essaie toujours d'aider les gens dans le quartier. Arda, qui est camarade de Leyla, il aime Leyla aussi. Le père d'Arda, qui est très riche, tente de briser la relation entre Leyla et Mecnun.

## Distribution
- Ali Atay : Mecnun
- Ahmet Mümtaz Taylan : İskender
- Köksal Engür : Ak Sakallı Dede
- Serkan Keskin : İsmail Abi
- Cengiz Bozkurt : Erdal Bakkal

## Tous les acteurs jouant le personnage de Leyla
- Ezgi Asaroğlu: Leyla 1 (mort dans un accident de la circulation)
- Müge Boz: Leyla 2 (Şirin)
- Zeynep Çamcı: Leyla 3 (Sedef)
- Neslihan Aker: Leyla 4 (satanique)
- Tuğçe Kurşunoğlu: Leyla 5 (surnommé "Tatlım")
- Melis Birkan: Leyla 6 (le sixième joueur bien que son nom de famille soit septième)
- Deniz Işın: Leyla 7 (à Exxen)

## Épisodes
- Saison 1 (2011) : 20 épisodes
- Saison 2 (2011-2012) : 41 épisodes
- Saison 3 (2012-2013) : 43 épisodes